# 2010 RN45
2010 RN45 est un objet transneptunien mesurant environ 291 km de diamètre, très probablement un Plutino.